# Marcello-Hügel (Kouklia)
Der Marcello-Hügel (auch Marchello-Hügel oder -Plateau, in der Fachliteratur auch site KA genannt) ist eines von vier, durch Einschnitte und Täler separierten Plateaus, die zusammen die antike Stadt Alt-Paphos auf Zypern bildeten. Der Marcello-Hügel war das nordöstliche, bis ins 3. Jahrhundert v. Chr. genutzte Siedlungsplateau und erhebt sich in unmittelbarer Umgebung der Ortschaft Kouklia auf etwa 115 Meter über den Meeresspiegel. Nach Nordosten steigt das Gelände weiter sanft an, während es insbesondere auf der Südwestseite steiler abfällt. Die nicht natürlich geschützte Nordostseite des Hügels umfasst als Fundort umfangreiche Reste der Verteidigungsanlage der Stadt und war Schauplatz einer bedeutenden militärischen Auseinandersetzung während der Perserkriege. Das Ausgrabungsgelände ist zu besichtigen.

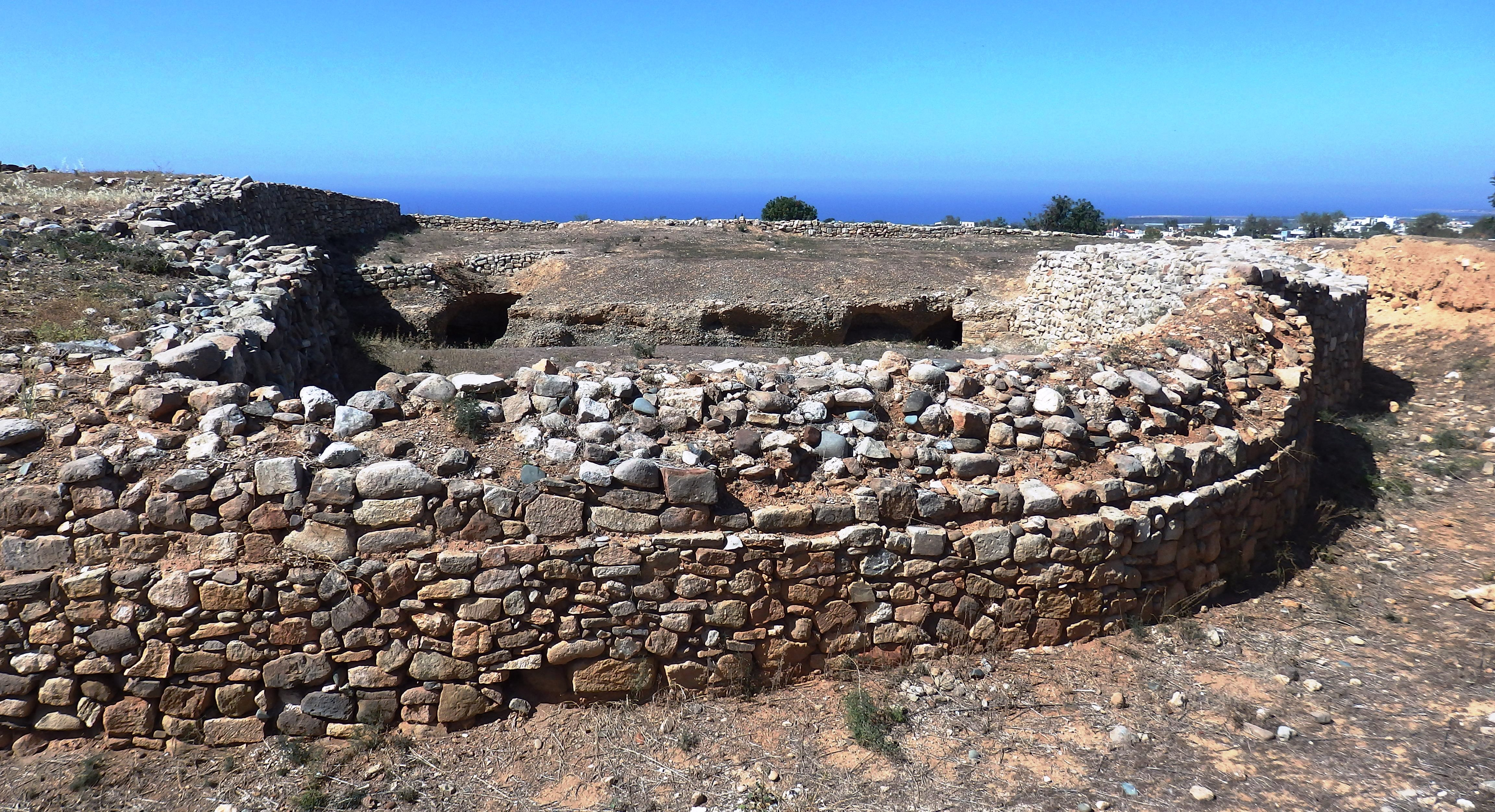
Stadtmauer beim Marcello-Hügel

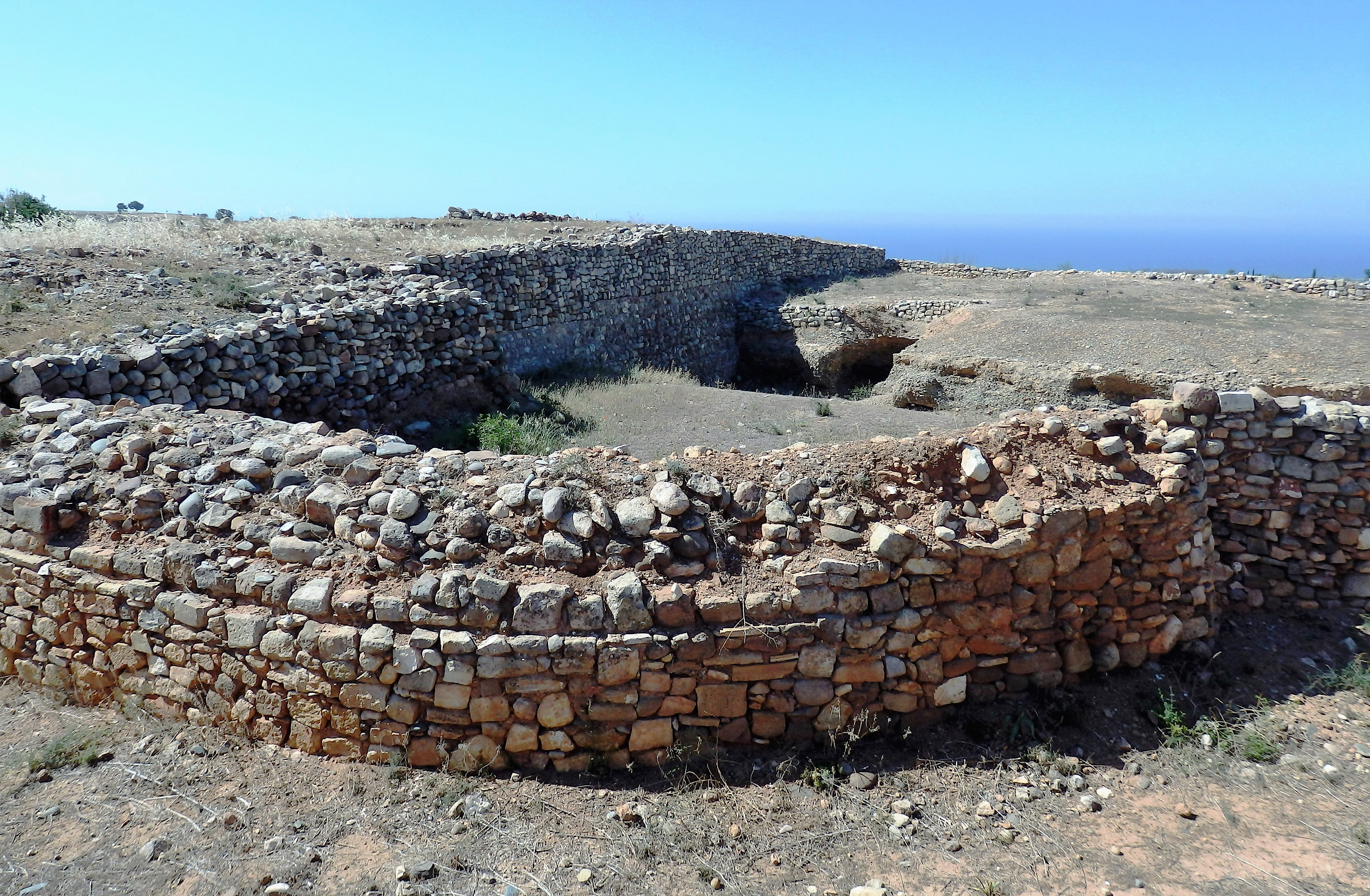
Blick in die Festung

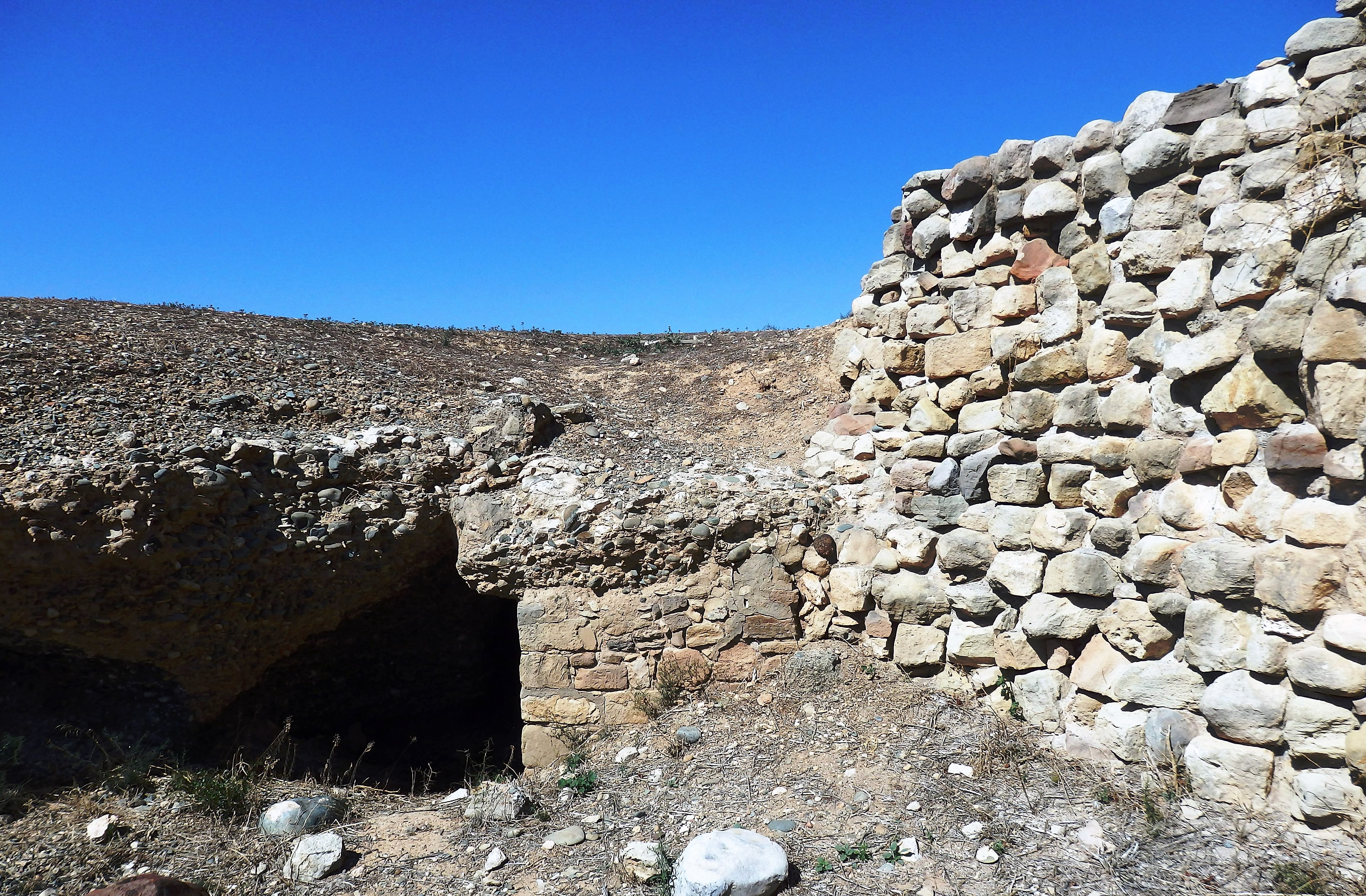
Tunneleingang im Festungsinneren

## Forschungsgeschichte
Im Rahmen der St. Andrews and Liverpool Museums Mission der Jahre 1950–1955 wurden erste Untersuchungen auf dem Marcello-Hügel durchgeführt. Bei den Ausgrabungen wurden ein Tor und ein – ursprünglich als der Mauer vorgelagerter Graben gedeuteter – Bothros freigelegt. Der Bothros barg über 1000 Fragmente zyprischer Skulpturen, hunderte Reste in zyprischer Silbenschrift verfasster Inschriften, Bogen- und Pfeilspitzen sowie einen korinthischen Helm.
In den Jahren 1966–1969, 1971–1973, im Jahr 1985 und von 1992 bis 1995 untersuchte eine aus Schweizern und Deutschen gebildete archäologische Mission unter der Leitung von Franz-Georg Maier den Hügel erneut und legte das sogenannte Nordost-Tor und eine Belagerungsrampe frei. 
Durch die Untersuchungen seit den 1950er Jahren konnte eine massive Wehrmauer aus luftgetrockneten Lehmziegeln nachgewiesen werden.
Zwischen 2006 und 2008 wurde durch Archäologen der Universität Zypern die aus massiven Steinen errichtete Rampenanlage auf einer Länge von 52 Metern weiter untersucht. Zudem konnte festgestellt werden, dass der Marcello-Hügel als eigenständige Akropolis innerhalb von Alt-Paphos eine eigene Umfassungsmauer besaß.
Seit 2021 wird die Stätte von einer archäologischen Mission der Nationalen und Kapodistrias-Universität Athen unter der Leitung von Konstantinos Kopanias ausgegraben. Dabei wurden bedeutende neue Funde gemacht, insbesondere zwei Bestattungen aus der frühzyprischen Phase der Spätzeit IIIA (frühes 12. Jahrhundert v. Chr.). Darüber hinaus wurde ein neuer Tunnel freigelegt sowie eine Grube mit den Knochen eines Pferdes und eines Hundes entdeckt. Im Jahr 2023 wurden neue Graffiti-Darstellungen von Schiffen entdeckt, die jenen aus Kition-Kathari ähneln. 2024 wurde eine kurze Inschrift in zypro-syllabischer Schrift gefunden.

## Geschichtlicher Hintergrund und Befund
Nach der Erhebung der griechischen Stadtstaaten an der Westküste Kleinasiens im Winter 499/498 v. Chr. erhielten die aufständischen ionischen Städte die fast geschlossene Unterstützung der Stadtkönigtümer auf Zypern. Infolgedessen landeten die Perser auch auf Zypern und belagerten im Winter 498/497 v. Chr. die Festung der Paphier bei Kouklia. Die Stadtmauer, für die fünf Bauphasen vom frühen 7. Jahrhundert v. Chr. bis in das 4. Jahrhundert v. Chr. nachzuweisen sind, wurde gegen Ende des 6. Jahrhunderts v. Chr., möglicherweise unmittelbar in Zusammenhang mit den kriegerischen Auseinandersetzungen, von den Verteidigern durch vorgeblendete Kalksteine auf eine Dicke von 5,65 Metern verstärkt und durch einen davor ausgehobenen Graben zusätzlich geschützt. Die Perser schütteten den Festungsgraben vor der Stadtmauer zu und besorgten sich das Füllmaterial aus den Heiligtümern in der Nähe von Alt-Paphos. Der massive Beschuss der Perser durch die Belagerten ist durch den Fund hunderter Bronze- und Eisenspitzen von Pfeilen und Wurfspeeren belegt. Ob der Versuch, die persischen Belagerungsrampe vor der Stadtmauer durch Stollen zu unterminieren und zum Einsturz zu bringen, gelang, ist unklar. Vier Stollen konnten nachgewiesen werden, bei deren Freilegung zahlreiche Werkzeuge und Trinkgefäße der Mineure gefunden wurden. Sie führten unter der Stadtmauer durch und erreichten teilweise die Rampe der Perser. Der besterhaltene, intakte Stollen war 1,20–1,70 Meter breit und 1,70–2,30 Meter hoch.
Die Verteidigung der Anlage blieb erfolglos, die Perser erstürmten die Festung und zerstörten das Nordost-Tor. Erst in der Mitte des 4. Jahrhunderts v. Chr. wurden die Verteidigungsanlagen und das Tor wieder instand gesetzt. Die persische Rampe wurde hierbei nicht abgetragen, sondern durch eine Mauer eingefasst. Mit dem einsetzenden Niedergang der an Bedeutung verlierenden Stadt während der Diadochenzeit wurden die Verteidigungseinrichtungen nicht weiter gepflegt und verfielen. Aus der Zeit ab dem 3. Jahrhundert v. Chr. gibt es keine Befunde mehr, die auf Siedlungsaktivitäten hinweisen. Vielmehr scheint das Gelände bis in die Neuzeit nurmehr landwirtschaftlich genutzt worden zu sein.

## Lage und Ausgrabungsgelände
Das Ausgrabungsgelände des Marcello-Hügels liegt ca. 500 Meter nordöstlich der Ortsmitte von Kouklia. Von der Ortsmitte von Kouklia Richtung Archimandrita kommend liegt es ca. 50 Meter rechts der Straße.
Durch die Grundmauern des Stadttores gelangt man in das Innere des Mauerrings. Das Stadttor wurde von zwei Querbastionen verengt, sodass die Perser einen verwinkelten Eingang zu überwinden hatten. Ein Stollen beginnt unter der Stadtmauer.